# E82

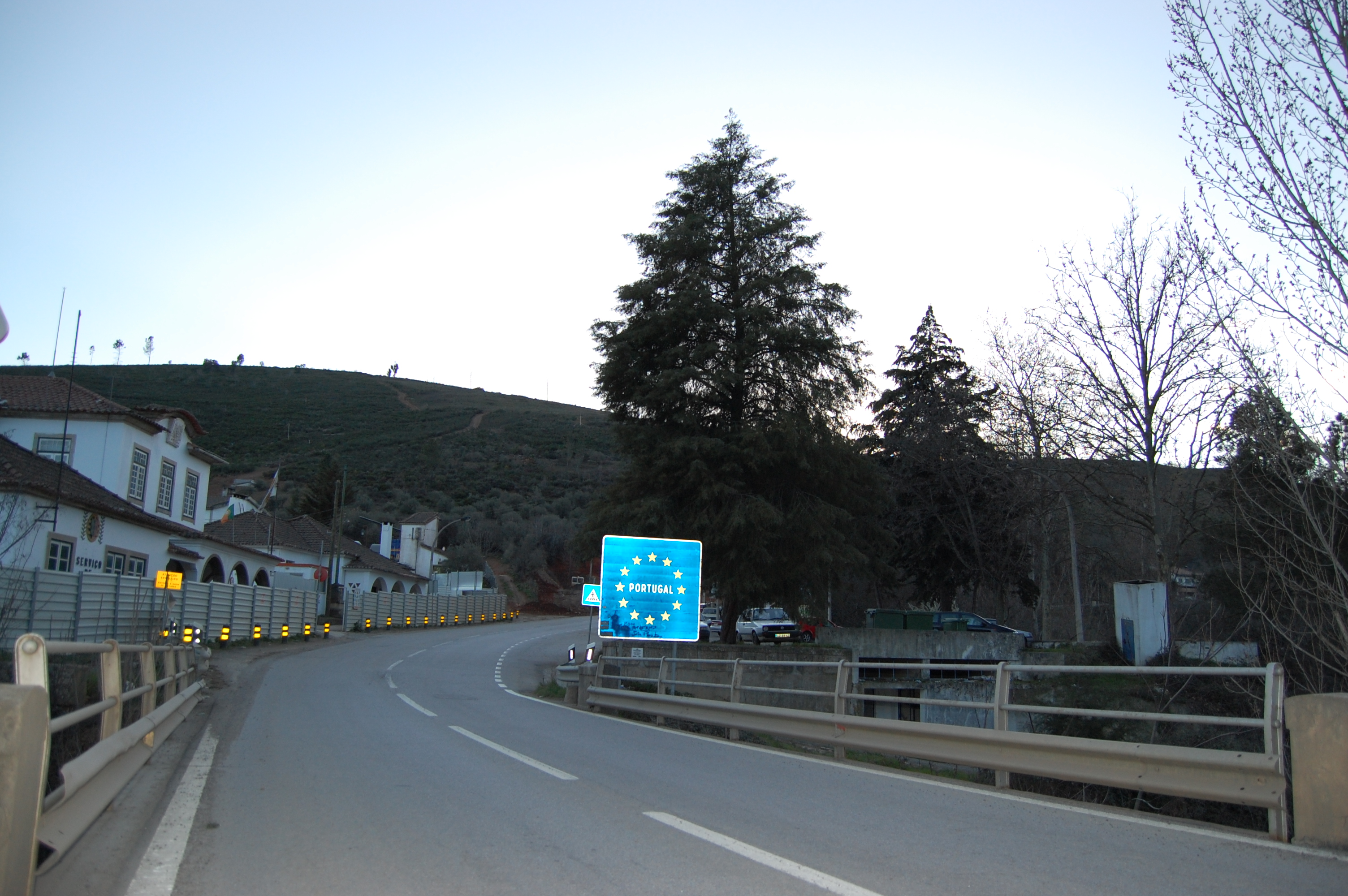
I Quintanilha, Portugal, nära gränsen

E82 är en 380 km lång europaväg som sträcker sig mellan Porto i Portugal och Tordesillas (E80 sydväst om Valladolid) i Spanien. 

## Sträckning
Porto - Vila Real - Bragança - (gräns Portugal-Spanien) - Zamora - Tordesillas

## Standard
E82 är motorväg närmast Porto, A4, och landsväg i övrigt, dock en bit fyrfältsväg i Spanien.

## Anslutningar
| - E1 - E801 |  | - E802 - E80 |

E82 går på den norra sidan om E80 och avviker därför från principen att europavägar med jämna nummer ska gå i nummerordning, högst i söder.